# Little Massingham
Little Massingham – wieś w Anglii, w hrabstwie Norfolk, w dystrykcie King’s Lynn and West Norfolk. Leży 47 km na zachód od Norwich i 152 km na północ od Londynu.
Miejscowość liczy 74 mieszkańców.